# Ideopsis persimilis
Ideopsis persimilis är en fjärilsart som beskrevs av Moore. Ideopsis persimilis ingår i släktet Ideopsis och familjen praktfjärilar. Inga underarter finns listade i Catalogue of Life.